# نابودی

یک نمودار فاینمن که نابودی متقابل یک جفت حالت مقید الکترون پوزیترون به دو فوتون را نمایش می‌دهد. این حالت مقید را اغلب با نام پوزیترونیوم می‌شناسند

نابودی به عنوان «از بین بردن کلی» یا «حذف کامل» یک شیء تعریف می‌شود که واژه انگلیسی معادل آن Annihilation ریشه در واژه لاتین nihil (هیچ) دارد. ترجمه لغوی آن «تبدیل به هیچ» است.
در دانش فیزیک، این واژه برای اشاره به فرایندی به کار می‌رود که طی آن یک ذره زیراتمی با پادذره متناظرش برخورد می‌کند، مثلاً وقتی که یک الکترون با یک پوزیترون برخورد می‌کند. انرژی و تکانه هر دو پایسته می‌مانند و ذرات نابود شده توسط فوتون‌ها جایگزین می‌شوند که کوانتای انرژی الکترومغناطیسی هستند و جرم سکون آن‌ها صفر است. پادذره‌هااعداد کوانتومی با علامت مخالف ذرات متناظرشان دارند و در نتیجه مجموع اعداد کوانتومی جفت اولیه صفر است. از این رو، تا زمانیکه پایستگی انرژی و پایستگی تکانه رعایت می‌شود، هر مجموعه‌ای از ذرات می‌توانند در نتیجه نابودی به وجود آیند اما باید مجموع اعداد کوانتومی آن‌ها صفر باشد. وقتی یک ذره و پادذره‌اش برخورد می‌کنند، انرژی آن‌ها به یک ذره حامل نیرو مانند گلوئون، ذرات حامل نیروی دبلیو و زد یا فوتون، تبدیل می‌شود. این ذرات متعاقباً به ذرات دیگری تبدیل می‌شوند و انرژی سامانه یکسان میماند.
در حین یک نابودسازی کم‌انرژی، تولید فوتون ارجحیت دارد، زیرا این ذرات دارای جرم نیستند. اما در برخورددهنده‌های پرانرژی نابودی‌هایی تولید می‌کنند که طی آن‌ها طیف گسترده‌ای از ذرات سنگین غیرعادی به وجود می‌آیند.

## نمونه‌هایی از نابودی

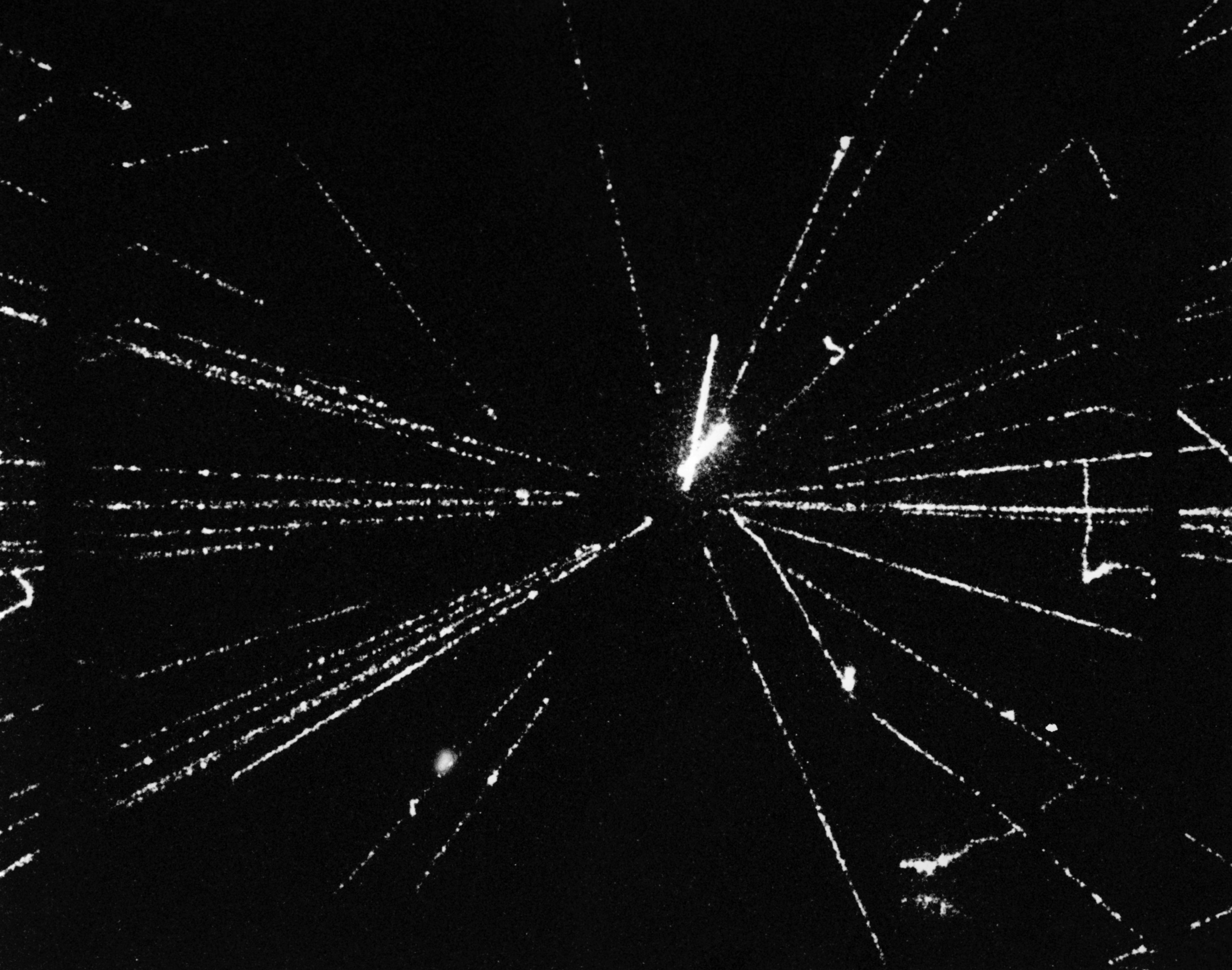
یک برهمکنش پروتون-ضد پروتون در 540 گیگا الکترون ولت، نشان دادن مسیرهای ذرات در یک محفظه استریمر

### نابودی الکترون-پوزیترون
e−
 + e+
 → pγ + γ
وقتی یک الکترون کم‌انرژی یک پوزیترون (پادالکترون) کم‌انرژی را نابود می‌کند، تنها می‌توانند دو یا چند فوتون پرتو گاما تولید کنند. زیرا الکترون و پوزیترون حامل جرم-انرژی کافی برای تولید ذرات سنگین‌تر نیستند و پایستگی انرژی و تکانه خطی اجازه تولید تنها یک فوتون را نمی‌دهد. وقتی یک الکترون و یک پوزیترون در اثر برخورد نابود می‌شوند و پرتوی گاما تولید می‌کنند، انرژی آزاد شده‌است. هر دو ذره انرژی لختی برابر با ۰٫۵۱۱ مگا الکترون‌ولت دارند. وقتی جرم هر دو ذره کاملاً به انرژی تبدیل شود، این انرژی لختی، همان چیزی‌است که آزاد می‌شود. انرژی به شکل پرتوهای گامای ذکرشده آزاد می‌شود. هر یک از پرتوهای گاما انرژی برابر با ۰٫۵۱۱ مگا الکترون‌ولت دارند. از آنجا که پوزیترون و الکترون هردو در حین این نابودی تا حدودی در حالت لختی هستند، سیستم در آن لحظه هیچ تکانه‌ای ندارد. به این دلیل است که دو پرتو گاما تولید می‌شوند. اگر تنها یک فوتون تولید می‌شد پایستگی تکانه حفظ نمی‌شد. پایستگی تکانه و انرژی هر دو با ۱٫۰۲۲ مگا الکترون‌ولت (با جمع زدن انرژی لختی ذرات) از پرتوهای گاما که در جهت مخالف هم حرکت کنند (برای اینکه تکانه کلی سیستم صفر بماند) حفظ می‌شود. هرچند که اگر یک یا هر دو ذره انرژی جنبشی بیشتری حمل کنند، انواع جفت‌ذرات دیگر نیز ممکن است به‌وجود آیند. نابودی یک جفت الکترون-پوزیترون به یک فوتون تنها نمی‌تواند در فضای آزاد اتفاق بیفتد زیرا پایستگی انرژی و تکانه هردو نقض می‌شود. واکنش معکوس نیز به همین دلیل غیرممکن است، مگر در حضور یک ذره دیگر که بتواند این تکانه اضافی را بیرون کند. اما در نظریه میدان کوانتومی این فرایند به عنوان یک حالت کوانتومی میانی مجاز است. برخی نویسندگان آن را چنین توجیه می‌کنند که فوتون در یک دوره زمانی وجود خواهد داشت که به قدر کافی کوتاه هست که نقض پایستگی تکانه توسط اصل عدم قطعیت توجیه شود. نویسندگان دیگر ترجیح داده‌اند که به فوتون حالت میانی جرم غیر صفر نسبت دهند. (با هر دیدگاهی ریاضیات نظریه یکسان است).

### نابودی پروتون-پادپروتون
وقتی یک پروتون با پادذره‌اش برخورد می‌کند (و به صورت کلی‌تر وقتی هر گونه‌ای از باریون با هر گونه‌ای از پادباریون برخورد کند)، واکنش به سادگی نابودی الکترون-پوزیترون نخواهد بود. بر خلاف الکترون، پروتون یک ذره مرکب است که از سه کوارک ظرفیتی و تعداد نامعلومی از کوارک‌های دریایی مقید شده توسط گلوئونها تشکیل می‌شود. از این رو وقتی که یک پروتون با یک پادپروتون برخورد می‌کند، یکی از کوارک‌های ظرفیتی تشکیل‌دهنده آن ممکن است توسط یک پادکوارک نابودی شود، در حالیکه کوارک‌ها و پادکوارک‌های باقی‌مانده دچار تغییر چیدمان می‌شوند و به شکل تعدادی مزون (بیشتر پیون و کائون) در می‌آیند که از نقطه نابودی به پرواز در می‌آیند. مزون‌های تازه ایجادشده پایدار نیستند و دچار سری‌هایی از واکنش‌ها می‌شوند که در نهایت چیزی به جز پرتوهای گاما، الکترون، پوزیترون و نوترینو تولید نمی‌کنند. این نوع واکنش بین هر باریون (ذراتی که از سه کوارک تشکیل می‌شوند) و پادباریونی (ذره‌ای که سه پادکوارک دارد) اتفاق می‌افتند. پادپروتون‌ها می‌توانند توسط نوترونها نابودی شوند و این اتفاق نیز می‌افتد و به همین شکل پادنوترون می‌تواند توسط پروتون نابودی شود.
جزئیات واکنشی که مزون تولید می‌کند به شرح زیر است. پروتون‌ها از دو کوارک بالا و یک کوارک پایین تشکیل می‌شوند و پادپروتون‌ها از دو پادکوارک بالا و دو پادکوارک پایین تشکیل می‌شوند. نوترون نیز از دو کوارک پایین و یک کوارک بالا تشکیل می‌شود و پادنوترون از دو پادکوارک پایین و یک پادکوارک بالا تشکیل می‌شود. نیروی هسته‌ای قوی جاذبه شدیدی میان کوارک‌ها و پادکوارک‌ها ایجاد می‌کند؛ بنابراین وقتی پروتون و پادپروتون به اندازه‌ای به هم نزدیک شوند که نیروی هسته‌ای قوی در آن فاصله عمل کند، کوارک‌ها تمایل به جفت‌شدن با پادکوارک‌ها و تشکیل سه پیون را دارند. انرژی آزاد شده در این واکنش ذاتی است زیرا جرم لختی سه پیون بسیار کمتر از جرم یک پروتون و یک پادپروتون است. انرژی ممکن است بر اثر نابودی مستقیم یک کوارک و یک پادکوارک نیز آزاد شود. انرژی اضافی ممکن است به شکل انرژی جنبشی پیون‌های ایجادشده، تابش پرتوهای گاما یا دو یا چند کوارک شگفت باشد. سایر مزههای کوارک‌ها پرجرم‌تر از آن هستند که در این واکنش به وجود آیند، مگر اینکه پادپروتون انرژی جنبشی بسیار بیشتر از جرم لختیاش داشته باشد، یعنی سرعتی نزدیک به سرعت نور داشته باشد. کوارک‌های تازه ایجاد شده و پادکوارک‌ها جفت می‌شوند و به شکل مزون در می‌آیند و پیون‌ها و کائون‌های بیشتری تولید می‌شود. واکنش‌های نابودی پروتون-پادپروتونی که تا ۹ مزون هم ایجاد کنند، مشاهده شده‌است و تولید ۱۳ مزون نیز از لحاظ نظری امکان‌پذیر است. مزون‌های تولید شده مکان وقوع نابودی را با سرعت‌هایی در حد کسرهای متوسطی از سرعت نور ترک می‌کنند و با سر رسیدن دوره عمر مزون مربوطه واپاشی می‌شوند.

## نوشتارهای وابسته
- جفت‌سازی
- عملگرهای ایجاد و نابودی
- فوتون